# گئورگی دیمیتروف (بازیکن فوتبال، زاده ۱۹۵۹)
گئورگی دیمیتروف (انگلیسی: Georgi Dimitrov; ۱۴ ژانویهٔ ۱۹۵۹ – ۸ مهٔ ۲۰۲۱) بازیکن و مربی فوتبال اهل بلغارستان بود.
از باشگاه‌هایی که در آن بازی کرده‌است می‌توان به باشگاه فوتبال سن-اتین و باشگاه فوتبال زسکا صوفیه اشاره کرد.
وی همچنین در تیم ملی فوتبال بلغارستان بازی کرده‌است.